# Klára Dostálová
Klára Dostálová (ur. 13 marca 1971 w Pradze) – czeska polityk, ekonomistka i samorządowiec, w latach 2014–2017 wiceminister, a od 2017 do 2021 minister rozwoju regionalnego, parlamentarzystka krajowa, posłanka do Parlamentu Europejskiego X kadencji.

## Życiorys
W latach 1989–1994 studiowała ekonomię w Wyższej Szkole Ekonomicznej w Pradze. Od 1994 pracowała w branży księgowej, m.in. prowadząc własną działalność gospodarczą. Była też zatrudniona jako specjalistka ds. kredytów w przedsiębiorstwie finansowym. W 2002 została kierownikiem biura w administracji kraju hradeckiego, a w 2004 dyrektorem Centrum evropského projektování w miejscowości Hradec Králové.
W 2014 objęła stanowisko wiceministra, a następnie w tym samym roku pierwszego wiceministra rozwoju regionalnego w rządzie Bohuslava Sobotki. W latach 2016–2017 pełniła funkcję radnej kraju hradeckiego. W wyborach parlamentarnych w 2017 z ramienia partii ANO 2011 uzyskała mandat deputowanej do Izby Poselskiej. Z uwagi na niepołączalność funkcji zrezygnowała ze stanowiska rządowego.
13 grudnia 2017 powróciła w skład administracji rządowej, została wówczas ministrem rozwoju regionalnego w gabinecie Andreja Babiša. Pozostała na tym stanowisku także w powołanym 27 czerwca 2018 drugim gabinecie dotychczasowego premiera.
W 2021 z powodzeniem ubiegała się o poselską reelekcję. W grudniu tegoż roku zakończyła pełnienie funkcji ministra. Objęła później funkcję wiceprzewodniczącej niższej izby czeskiego parlamentu. W 2024 została wybrana do Parlamentu Europejskiego X kadencji.